# Gal dubsar
Gal dubsar je bil hetitski uradniški naziv, ki pomeni  "šef pisarjev". Domneva se, da je bil položaj gal dubsarja med najpomembnejšimi in najprestižnejšimi položaji v Hetitskem kraljestvu, ker je bil nekakšnen predsednik vlade.

## Zgodovina
Gal dubsar kot predsednik vlade je za kraljem in kronskim princem dobival največ daril vazalov Hetitskega kraljestva. Včasih je imel ob svojem uradnem nazivu tudi naslov dumu lugal - kraljev sin. Naslov se je podeljeval pomembnim članom vlade, ki niso bili člani kraljeve družine.
Gal dubsar je imel pod svojo jurisdikcijo vse pisarje v kraljestvu razen lugal dubsarja, ki je bil  kraljev osebni pisar.

## Sklic
1. ↑  Bryce, Trevor (17. december 2004). Life and society in the Hittite world. Oxford University Press. str. 66-67. ISBN 978-0-19-927588-5. Pridobljeno 8. aprila 2011.